# Йопполо
Йопполо (італ. Joppolo, сиц. Juòppulu) — муніципалітет в Італії, у регіоні Калабрія, провінція Вібо-Валентія.
Йопполо розташоване на відстані близько 470 км на південний схід від Рима, 75 км на південний захід від Катандзаро, 19 км на південний захід від Вібо-Валентії.
Населення — 1973 особи (2014).
Щорічний фестиваль відбувається 6 серпня. Покровитель — San Sisto.

## Демографія
Населення за роками:

Станом на 1 січня 2023 року в муніципалітеті офіційно проживало 112 іноземців з 24 країн, серед них 72 громадяни країн Євросоюзу та 4 громадяни України.

## Сусідні муніципалітети
- Нікотера
- Рикаді
- Спілінга